# Шарп, Эвелин
Эвелин Джейн Шарп (1869—1955) — ключевая фигура в двух крупнейших британских женских суфражистских обществах — воинственно настроенном Женском социально-политическом союзе (WSPU) и Объединении суфражистов. Она помогла основать последнее и стала редактором журнала Votes for Women  во время Первой мировой войны. Она дважды попадала в тюрьму и поддерживала налоговое сопротивление. Также она известна как писательница, публиковавшаяся в желтой книге, в частности, благодаря своим детским романам.

## Ранние годы
Эвелин Шарп, девятая из одиннадцати детей, родилась 4 августа 1869 года. Семья отправила её в школу-интернат всего на два года, но она успешно сдала несколько университетских экзаменов. И в 1894 году, вопреки желанию своей семьи, Шарп переехала в Лондон, где написала и опубликовала несколько романов, в том числе Путь в сказочную страну (1898) и По ту сторону Солнца (1900).
В 1903 году Шарп, не без помощи своего близкого друга Генри Невинсона, начала искать работу, написав статьи для Daily Chronicle, Pall Mall Gazette и Manchester Guardian, газеты, которая публиковала её работы более тридцати лет. Шарп подчеркивает важность Невинсона и Мужской Лиги за избирательное право женщин: «невозможно переоценить жертвы, которые они (Генри Невинсон и Лоуренс Хаусман) и Х. Н. Брэйлсфорд, Ф. У. Петик Лоуренс, Гарольд Ласки, Израэл Зангвилл, Джеральд Гулд, Джордж Лэнсбери и многие другие сделали все, чтобы наше движение было свободным от намеков на войну полов».
Став журналистом Шарп стала более осведомленной о проблемах женщин рабочего класса, что подтолкнуло её присоединиться к Женскому промышленному совету и Национальному союзу женских избирательных обществ. Осенью 1906 года газета Manchester Guardian послала Шарпа освещать первую речь актрисы и писательницы Элизабет Робинс. Шарп была тронута еёт аргументами в пользу активных действий, и после этого присоединилась к Женскому социально-политическому союзу.
Впечатление, которое она произвела, было глубоким, даже на публику, склонную к враждебности, а на меня это произвело катастрофическое впечатление. С этого момента, мне не суждено было узнать, что значит прекратить умственную борьбу; и вскоре я с ужасающей ясностью поняла, почему до сих пор всегда избегала возможностей.

## Суфражистский активизм
Мать Эвелин, Джейн, обеспокоенная тем, что ее дочь вступила в WSPU, заставила её пообещать не делать ничего, что привело бы к её заключению. И держала своё обещание в течение пяти лет, пока её мать не освободила её от этого в ноябре 1911 года. Хотя она подружилась с суфражисткой Хелен Крэггс и другими, и написала статью в Votes for Women об Элси Хоуи. Та предстала в образе Жанны д’Арк, возглавлявшей, сидя на белом коне, процессию из сотен суфражисток, шедшую на встречу в Олдвичском театре 17 апреля 1909 года (как раз накануне того дня, когда Жанна д’Арк была причислена к лику святых). В представлении Эвелин, это действо изображало «битву с предрассудками, которые столь же древни, сколь и современны».
Хотя я надеюсь, что ты никогда не попадёшь в тюрьму, все же я чувствую, что больше не могу быть такой предубеждённой и должна предоставить это твоему суждению. Я действительно была очень несчастлива из-за этого и чувствую, что не имею права мешать тебе, как бы я ни сожалела о том, что ты подвергалась этим ужасным испытаниям. Это причинило тебе столько же боли, сколько и мне, и я чувствую, что больше не могу думать о своих собственных чувствах. Я не могу больше писать, но теперь ты будешь счастлива, правда?Джейн Шарп, письмо дочери (ноябрь 1911)
После этого Эвелин стала принимать активное участие в боевой кампании, и в том же месяце она была заключена в тюрьму на четырнадцать дней.
Мне представилась возможность выступить с боевой демонстрацией на Парламентской площади вечером 11 ноября, спровоцированной сильнее чем обычно циничной отсрочкой принятия законопроекта о женщинах, что подразумевалось в правительственном прогнозе избирательного права для мужчин. Я была одной из многих, избранных для проведения нашей новой политики разбивания окон правительственных учреждений, что означало отход от позиции пассивного сопротивления, которое в течение пяти лет позволяло использовать все виды насилия против нас
Шарп в марте 1912 года также выступила посредником для руководителей WSPU, взяв чек на 7000 фунтов стерлингов, который Кристабель Панкхёрст разрешила перевести на личный счёт Герты Айртон, чтобы избежать конфискации после рейда Скотленд-Ярда на офисы Clement’s Inn.
Шарп была активным членом Лиги женщин-писательниц (WWSL) за избирательное право. В августе 1913 года правительственная политика в отношении заключённых, выражалась в жёстком отношении к их голодовкам, которые продолжались до тех пор, пока активисты не станут слишком слабы, чтобы продолжать свою деятельность. Продолжением этой политики стало принятие закона О кошках и мышах (закон о заключённых (временная выписка по состоянию здоровья) 1913 года), разрешающего их повторный арест, как только они снова будут уличены в активной деятельности. Ответом на это стала делегация, в которую была принята Шарп как представитель WWSL, для встречи с министром внутренних дел Реджинальдом Маккенной, где и должен был обсуждаться этот закон. Маккенна не пожелал разговаривать с ними, и когда женщины отказались покинуть Палату общин, Мэри Макартур и Маргарет Макмиллан выставили за дверь с применением силы, а Шарп и Эммелин Петик-Лоуренс были арестованы и отправлены в тюрьму Холлоуэй.
Вместе с Невинсоном, Петик-Лоуренс, Харбенсом, Лэнсбери, доктором Луизой Гаррет Андерсон, Эвелин Хаверфилд и Леной Эшвелл Шарп была одной из основателей Объединения суфражистов, которое было открыто для мужчин и женщин и привлекла членов из NUWSS и WSPU, возможно, разочарованных тактикой каждой из этих организаций, 14 февраля 2014 года.

## Антивоенная деятельность
В отличие от большинства членов женского движения (заметным исключением была Сильвия Панкхёрст, которая также отвергла националистическую линию), Шарп не желала прекращать кампанию за избирательное право во время Первой мировой войны. Когда она продолжала отказываться уплачивать подоходный налог, её арестовали и конфисковали всё её имущество, включая пишущую машинку. Будучи убеждённой пацифисткой, Шарп также активно участвовала в Международной женской лиге за мир во время войны. Позже она запишет:
Лично я, считая, что предоставление женщинам избирательных прав связано с более серьёзными проблемами, чем это может быть связано с любой войной, даже предполагая, что цели Великой войны были теми, которые заявлялись, я не могу не сожалеть о том, что было дано какое-либо оправдание для народной ошибки, которая всё ещё иногда приписывает победу избирательного права в 1918 году военной службе женщин. Это предположение справедливо лишь постольку, поскольку благодарность женщинам дала повод антисуфражистам в Кабинете министров и в других местах с некоторым достоинством спуститься с позиции, ставшей невыносимой еще до войны. Я иногда думаю, что искусство политики состоит в том, чтобы предоставить политикам лестницы, позволяющие им спускаться с ненадежных позиций
Во время Первой мировой войны газета Votes for Women продолжала выходить, но с сильно сокращённым тиражом, и она изо всех сил старалась оставаться финансово жизнеспособной. Шарп переориентировала газету, чтобы привлечь больше внимания женщин среднего класса, с лозунгом «Военная газета для женщин». Хотя она лично выступала против войны, она гарантировала, что газета сохранит нейтральную позицию по этому вопросу.

## После Первой мировой войны
После объявления перемирия Шарп, теперь член Лейбористской партии, работала журналистом в Daily Herald, а также в Обществе друзей в Германии. Она написала два исследования жизни рабочего класса: Лондонский ребёнок (1927), иллюстрированные Ив Гарнетт, и Ребёнок растет (1929). В 1933 году умерла подруга Шарп Маргарет Невинсон. Вскоре после этого, в возрасте 63 лет, она вышла замуж за мужа Маргарет, Генри Невинсона, которому тогда было 77 лет. Их любовная связь длилась много лет.
Шарп написала эссе о Мэри Уолстонкрафт для книги Альфреда Барратта Брауна Великие демократы, вышедшей в 1934 году.
Автобиография Шарп Незаконченное приключение была опубликована в 1933 году. Она была переиздана издательством Фабер в 2009 году.
Шарп была членом Всемирного женского комитета против войны и фашизма наряду с Эллен Уилкинсон, Верой Бриттен и Джеймисон Шторм.
Шарп умерла в доме престарелых в Илинге 17 июня 1955 года.

## Цитата
- Реформы всегда могут подождать, в отличие от свободы, как только вы обнаружите, что у вас её нет, нельзя ждать ни минуты[5].